# آلودگی آب در هند
آلودگی آب به آلوده شدن منابع آبی (مانند رودخانه‌ها، دریاچه‌ها، اقیانوس‌ها، آب‌های زیرزمینی) توسط مواد مضر یا عوامل بیماری‌زا اشاره دارد که آنها را برای استفاده انسان نامناسب یا برای حیات آبزیان مضر می‌کند. این آلودگی می‌تواند از منابع مختلفی از جمله تخلیه فاضلاب صنعتی، رواناب کشاورزی، فاضلاب تصفیه نشده و دفع نامناسب زباله رخ دهد. وجود آلاینده‌ها در آب می‌تواند پیامدهای جدی زیست‌محیطی، بهداشتی و اقتصادی داشته باشد.
آلودگی آب یک مسئله زیست‌محیطی عمده در هند است. بزرگ‌ترین منبع آلودگی آب در هند، فاضلاب تصفیه نشده است. از دیگر منابع آلودگی می‌توان به رواناب‌های کشاورزی و صنایع کوچک و بدون نظارت اشاره کرد. بیشتر رودخانه‌ها، دریاچه‌ها و آب‌های سطحی در هند به دلیل صنایع، فاضلاب‌های تصفیه نشده و زباله‌های جامد آلوده هستند. اگرچه میانگین بارندگی سالانه در هند حدود ۴۰۰۰ میلیارد متر مکعب است، اما به دلیل کمبود زیرساخت‌ها، تنها حدود ۱۱۲۲ میلیارد متر مکعب از منابع آب برای استفاده در دسترس است. بخش زیادی از این آب ناسالم است، زیرا آلودگی کیفیت آب را کاهش می‌دهد. آلودگی آب، میزان آب موجود برای مصرف‌کنندگان هندی، صنعت و کشاورزی آن را به شدت محدود می‌کند.

## علل آلودگی

### فاضلاب تصفیه نشده

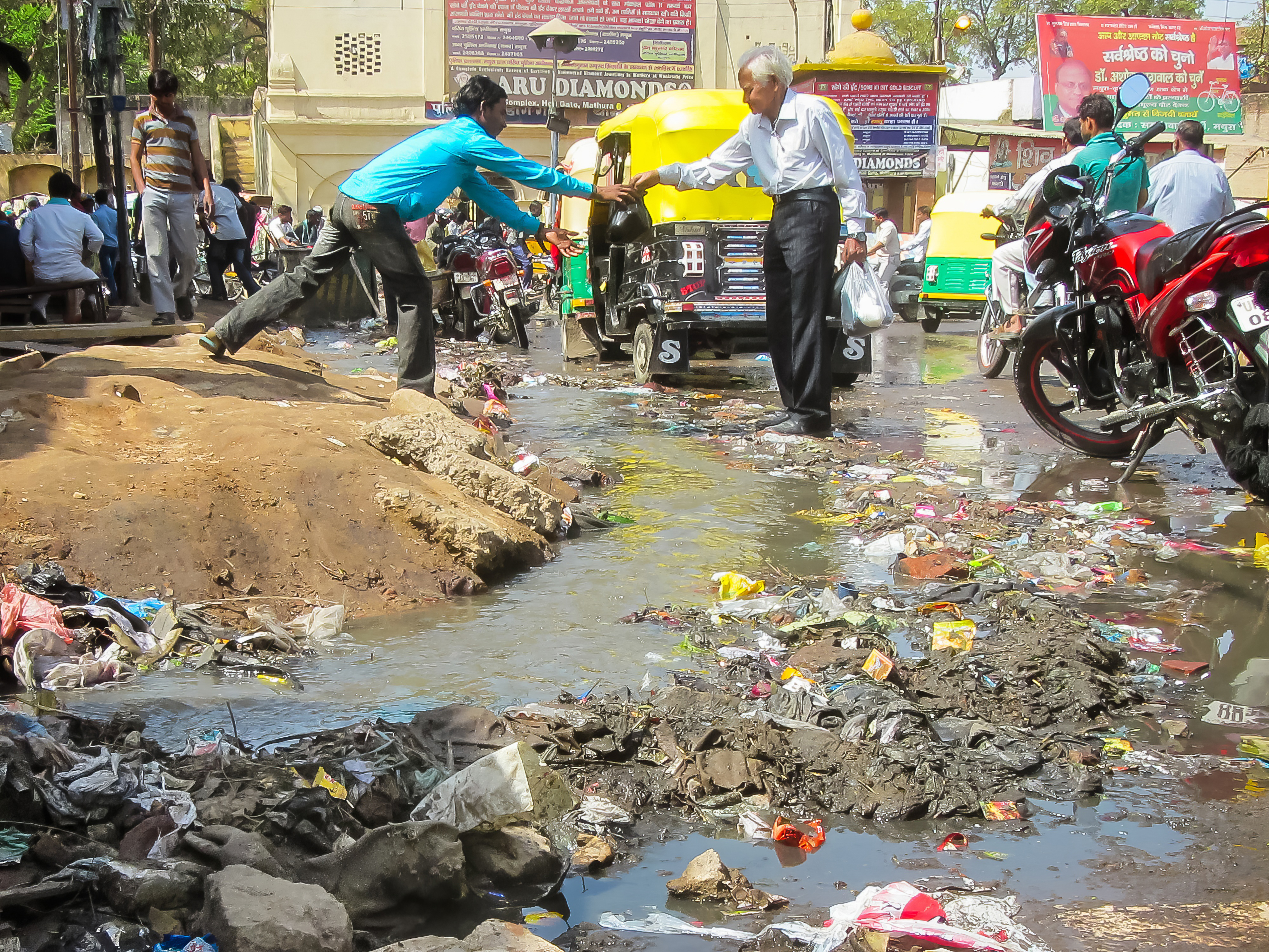
خیابانی در ماتورا که در سال ۲۰۱۱ مملو از فاضلاب و زباله شده است.

شکاف بزرگی بین تولید و تصفیه فاضلاب خانگی در هند وجود دارد. مشکل نه تنها این است که هند فاقد ظرفیت تصفیه کافی است، بلکه تصفیه‌خانه‌های فاضلاب موجود نیز فعال نیستند و به درستی نگهداری نمی‌شوند.
اکثر تصفیه‌خانه‌های فاضلاب دولتی به دلیل طراحی نامناسب یا نگهداری ضعیف یا فقدان منبع برق مطمئن برای راه‌اندازی تصفیه‌خانه‌ها، همراه با غیبت کارمندان و مدیریت ضعیف، اغلب اوقات تعطیل هستند. فاضلاب تولید شده در این مناطق معمولاً به خاک نفوذ می‌کند یا تبخیر می‌شود. زباله‌های جمع‌آوری نشده در مناطق شهری انباشته می‌شوند و باعث ایجاد شرایط غیربهداشتی و انتشار آلاینده‌هایی می‌شوند که به آب‌های سطحی و زیرزمینی نفوذ می‌کنند.

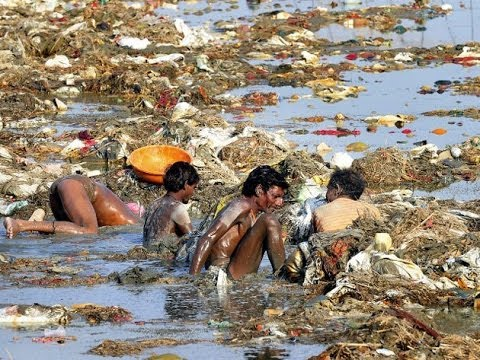

فاضلاب تخلیه شده از شهرها، شهرستان‌ها و برخی روستاها عامل اصلی آلودگی آب در هند است. برای پر کردن شکاف بین فاضلاب تولیدی هند و ظرفیت تصفیه فاضلاب آن در روز، سرمایه‌گذاری لازم است. شهرهای بزرگ هند روزانه ۳۸۳۵۴ میلیون لیتر فاضلاب تولید می‌کنند، اما ظرفیت تصفیه فاضلاب شهری تنها ۱۱۷۸۶ است. تعداد زیادی از رودخانه‌های هند به دلیل تخلیه فاضلاب‌های خانگی به شدت آلوده شده‌اند.
تجزیه و تحلیل علمی نمونه‌های آب از سال ۱۹۹۵ تا ۲۰۰۸ نشان می‌دهد که آلودگی آلی و باکتریایی در منابع آبی هند شدید است. این امر عمدتاً به دلیل تخلیه فاضلاب خانگی به صورت تصفیه نشده، عمدتاً از مراکز شهری هند است.

### رواناب کشاورزی و فاضلاب صنعتی
آفت‌کش‌ها از آلاینده‌های اصلی منابع آبی در کشورهای در حال توسعه هستند. بسیاری از آفت‌کش‌ها به دلیل آسیب‌های زیست‌محیطی‌شان در سراسر جهان ممنوع شده‌اند، مانند دی‌کلرودی‌فنیل‌تری‌کلرواتان (ددت)، آلدرین و هگزاکلروسیکلوهگزان، اما هنوز هم به عنوان جایگزینی ارزان و در دسترس برای سایر آفت‌کش‌ها در هند استفاده می‌شوند. هند از سال ۱۹۸۵ بیش از ۳۵۰٬۰۰۰ میلیون تن ددت استفاده کرده است، اگرچه ددت در سال ۱۹۸۹ ممنوع شد. ورود مواد شیمیایی کشاورزی مانند اچ سی اچ و ددت به آب می‌تواند باعث تجمع زیستی شود، زیرا این مواد شیمیایی در برابر تجزیه مقاوم هستند. این مواد شیمیایی بخشی از آلاینده‌های آلی پایدار هستند که سرطان‌زا و جهش‌زاهای بالقوه می‌باشند. میزان آلاینده‌های آلی موجود در چندین رودخانه هند بسیار بالاتر از حد مجاز سازمان بهداشت جهانی است.
فاضلاب بسیاری از صنایع در هند به رودخانه‌ها ریخته می‌شود. از سال ۲۰۱۶ تا ۲۰۱۷، تخمین زده می‌شود که ۷٫۱۷ میلیون تن زباله خطرناک توسط کارخانه‌های صنعتی تولید شده است. هیئت مرکزی کنترل آلودگی گزارش داد که تا سال ۲۰۱۶، ۷۴۶ صنعت مستقیماً فاضلاب خود را به رودخانه گنگ، بزرگ‌ترین رودخانه هند، تخلیه می‌کردند. این فاضلاب حاوی فلزات سنگینی مانند سرب، کادمیوم، مس، کروم، روی و آرسنیک است که هم بر حیات آبزیان و هم بر سلامت انسان تأثیر منفی می‌گذارد. تجمع زیستی این فلزات می‌تواند اثرات نامطلوب متعددی بر سلامت داشته باشد، مانند اختلال در عملکرد شناختی، آسیب دستگاه گوارش یا آسیب کلیوی.

### مشکلات دیگر
یک مطالعه مشترک و هیئت کنترل آلودگی پنجاب در سال ۲۰۰۸ نشان داد که در روستاهای امتداد رودخانه نولاه، فلوراید، جیوه، بتا اندوسولفان و آفت‌کش هپتاکلر بیش از حد مجاز در آب‌های زیرزمینی و لوله‌کشی وجود دارد. بعلاوه، آب غلظت بالایی (نیاز به اکسیژن شیمیایی و بیوشیمیایی)، آمونیاک، فسفات، کلرید، کروم، آرسنیک و آفت‌کش کلرپیریفوس داشت. آب‌های زیرزمینی همچنین حاوی نیکل و سلنیوم هستند، در حالی که آب لوله‌کشی غلظت بالایی از سرب، نیکل و کادمیوم دارد.
سیل در طول فصل باران‌های موسمی، مشکل آلودگی آب هند را بدتر می‌کند، زیرا زباله‌های جامد و خاک‌های آلوده را شسته و به رودخانه‌ها و تالاب‌های آن منتقل می‌کند.

## کیفیت منابع آب

### نظارت بر کیفیت
هیئت مرکزی کنترل آلودگی، یکی از نهادهای وزارت محیط زیست و جنگل‌های دولت هند، یک شبکه ملی نظارت بر کیفیت آب متشکل از ۱۴۲۹ ایستگاه نظارت در ۲۸ ایالت و ۶ ایستگاه در سرزمین‌های اتحادیه در رودخانه‌ها و پهنه‌های آبی مختلف در سراسر کشور تأسیس کرده است. این تلاش، کیفیت آب را در تمام طول سال پایش می‌کند. این شبکه نظارتی، ۲۹۳ رودخانه، ۹۴ دریاچه، ۹ مخزن، ۴۱ برکه، ۸ نهر، ۲۳ کانال، ۱۸ زهکش و ۴۱۱ چاه را در سراسر هند پوشش می‌دهد. نمونه‌های آب به‌طور معمول برای ۲۸ پارامتر از جمله اکسیژن محلول، باکتری‌شناسی و سایر پارامترهای بین‌المللی تعیین‌شده برای کیفیت آب، مورد تجزیه و تحلیل قرار می‌گیرند. علاوه بر این، ۹ پارامتر فلزات کمیاب و ۲۸ باقیمانده آفت‌کش مورد تجزیه و تحلیل قرار گرفتند. پایش زیستی نیز در مکان‌های خاص انجام می‌شود.

### ماده آلی
در سال ۲۰۱۰، پایش کیفیت آب نشان داد که تقریباً همه رودخانه‌ها دارای سطوح بالای اکسیژن مورد نیاز بیولوژیکی (معیاری برای آلودگی با مواد آلی) هستند. بدترین آلودگی، به ترتیب کاهش، در رودخانه مارکاندا (۴۹۰) یافت شد. میلی‌گرم در لیتر)، و پس از آن رودخانه کالی (۳۶۴)، رودخانه آملاخادی (۳۵۳)، کانال یامونا (۲۴۷)، رودخانه یامونا در دهلی (۷۰) و رودخانه بتوا (۵۸). برای درک بهتر، یک نمونه آب روزه بین ۱ و ۲ میلی‌گرم O/L نشان دهنده آب بسیار تمیز، ۳ تا ۸ است. میلی‌گرم O/L نشان دهنده آب نسبتاً تمیز، ۸ تا ۲۰ نشان دهنده آب مرزی و بیشتر از ۲۰ میلی‌گرم O/L نشان دهنده آب آلوده و از نظر اکولوژیکی ناامن است.
سطح نزدیکی شهرها و شهرهای بزرگ بسیار بالاست. در مناطق روستایی هند، سطح رودخانه برای حمایت از حیات آبزیان کافی بود.

### سطح کلیفرم
رودخانه‌های یامونا، گانگا، گومتی، قاغارا، چامبال، ماهی، واردها و گوداواری از دیگر توده‌های آبی آلوده به کلیفرم در هند هستند. برای روشن شدن موضوع، کلیفرم باید کمتر از 104 MPN/۱۰۰ میلی‌لیتر باشد، ترجیحاً در آب وجود نداشته باشد تا برای مصارف عمومی انسان و همچنین برای آبیاری که در آن کلیفرم ممکن است باعث شیوع بیماری از آب آلوده در کشاورزی شود، ایمن تلقی شود.
در سال ۲۰۰۶، ۴۷ درصد از نظارت‌های کیفیت آب، غلظت کلیفرم را بالای ۵۰۰ MPN/100 میلی‌لیتر گزارش کردند. در طول سال ۲۰۰۸، ۳۳ درصد از کل ایستگاه‌های نظارت بر کیفیت آب، سطح کلیفرم کل را بیش از این سطوح گزارش کردند، که نشان می‌دهد تلاش‌های اخیر برای افزودن زیرساخت‌های کنترل آلودگی و ارتقاء تصفیه‌خانه‌ها در هند، ممکن است روند آلودگی آب را معکوس کند.
تصفیه فاضلاب خانگی و متعاقباً استفاده از فاضلاب تصفیه شده برای آبیاری می‌تواند از آلودگی منابع آبی جلوگیری کند، تقاضا برای آب شیرین در بخش آبیاری را کاهش دهد و به منبعی برای آبیاری تبدیل شود. از سال ۲۰۰۵، بازار تصفیه‌خانه‌های فاضلاب هند سالانه با نرخ ۱۰ تا ۱۲ درصد در حال رشد بوده است. ایالات متحده بزرگ‌ترین تأمین‌کننده تجهیزات و ملزومات تصفیه به هند است و ۴۰ درصد از سهم بازار نصب‌های جدید را در اختیار دارد. با این نرخ توسعه، و با فرض اینکه دولت هند به مسیر اصلاحات خود، سرمایه‌گذاری‌های عمده در تصفیه‌خانه‌های فاضلاب و توسعه زیرساخت‌های برق ادامه دهد، تخمین زده می‌شود که هند تا سال ۲۰۱۵ ظرفیت تصفیه آب خود را تقریباً سه برابر کند و عرضه ظرفیت تصفیه تا حدود سال ۲۰۲۰ با نیازهای روزانه تصفیه آب فاضلاب هند مطابقت داشته باشد.

## اثرات آلودگی آب در هند
آلودگی آب در هند اثرات مخرب متعددی بر محیط زیست و سلامت عمومی دارد. برخی از اثرات کلیدی عبارتند از:
1. تأثیرات بهداشتی: آب آلوده عامل مهمی در بیماری‌های منتقله از طریق آب مانند وبا، حصبه و هپاتیت است. این بیماری‌ها منجر به بیماری، بستری شدن در بیمارستان و حتی مرگ در میان جمعیتی می‌شود که در معرض منابع آب آلوده قرار دارند.
2. تخریب محیط زیست: آلاینده‌هایی مانند فلزات سنگین، آفت‌کش‌ها و مواد شیمیایی صنعتی به اکوسیستم‌های آبی آسیب می‌رسانند. آنها تعادل اکوسیستم‌ها را مختل می‌کنند و منجر به کاهش ماهی‌ها و سایر موجودات آبزی، از بین رفتن تنوع زیستی و تخریب زیستگاه‌ها می‌شوند.
3. آلودگی آب آشامیدنی: آلودگی آب‌های زیرزمینی ناشی از تخلیه فاضلاب‌های صنعتی و رواناب‌های کشاورزی، میلیون‌ها نفر را که برای آشامیدن به آب‌های زیرزمینی وابسته هستند، تحت تأثیر قرار می‌دهد. سطوح بالای آلاینده‌هایی مانند آرسنیک و فلوراید در بسیاری از مناطق هند گزارش شده است که باعث مشکلات شدید سلامتی شده است.
4. تأثیر بر کشاورزی: رواناب‌های کشاورزی حاوی آفت‌کش‌ها و کودهای شیمیایی، منابع آب را آلوده کرده و بر حاصلخیزی خاک تأثیر می‌گذارند. این امر منجر به کاهش عملکرد محصولات کشاورزی شده و امنیت غذایی را تحت تأثیر قرار می‌دهد.
5. هزینه‌های اقتصادی: تأثیر اقتصادی آلودگی آب در هند شامل هزینه‌های مرتبط با مراقبت‌های بهداشتی، از دست دادن معیشت (به‌ویژه برای جوامع ماهیگیری) و هزینه‌های تصفیه و پالایش آب است.[۱۵]

## راهکارها
صرفه‌جویی در مصرف آب در هند رو به افزایش است. تلاش‌های دولت اتحادیه برای احیای رودخانه گنگ و پاکسازی یامونا از جمله تلاش‌های آغاز شده توسط دولت هستند. تلاش‌های بنیاد احیای رودخانه چنای برای پاکسازی رودخانه‌های کوم و آدیار در چنای و تلاش‌های جامعه مدنی به رهبری سازمان‌هایی مانند بنیاد محیط زیست هند برای پاکسازی دریاچه‌ها و برکه‌های این کشور، به عنوان پیشرفتی قابل توجه در جهت حفاظت از آب تلقی می‌شود.

### تصفیه فاضلاب

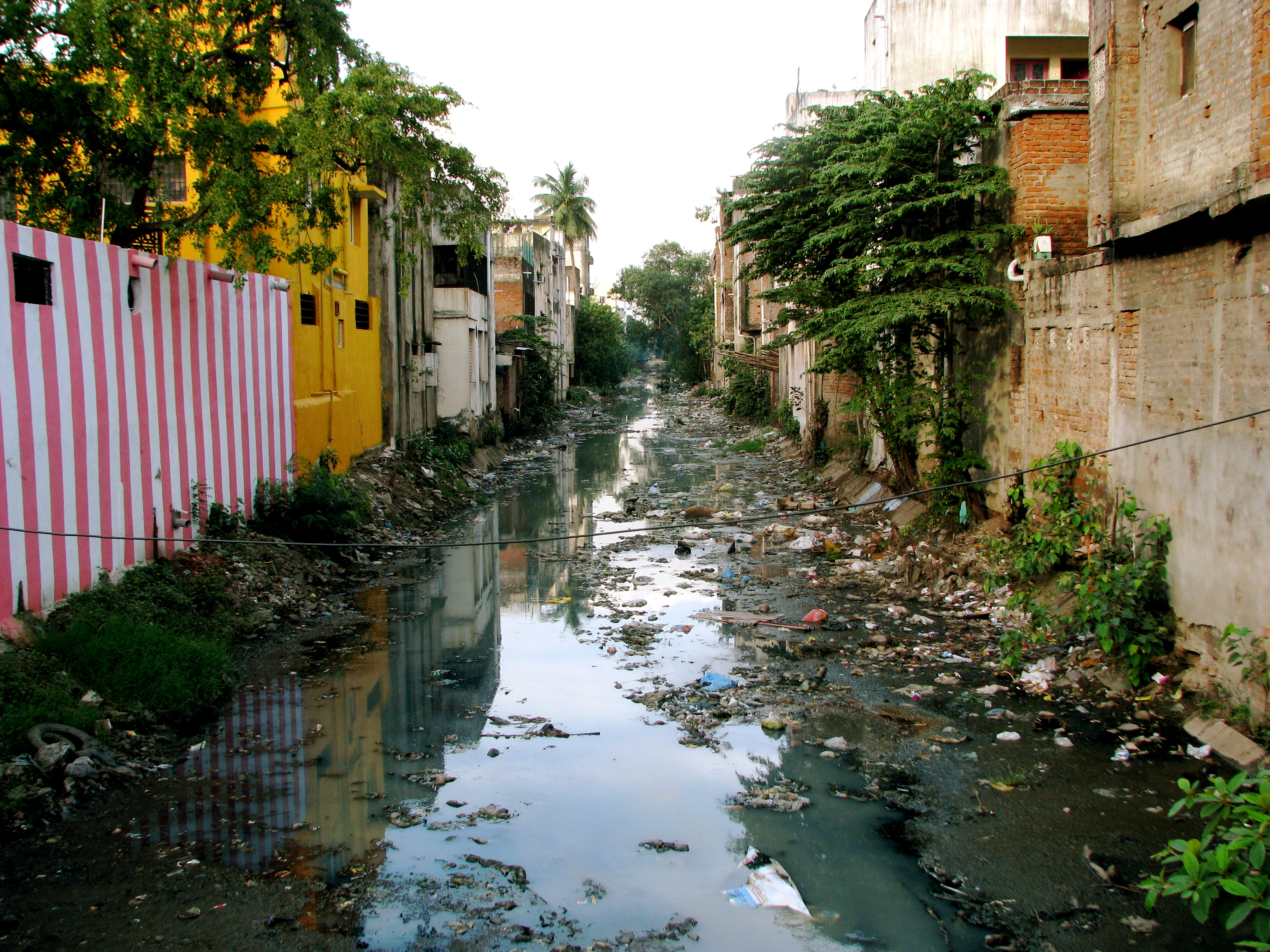
یک کانال آلوده در محله ای در هند.

شکاف بزرگی بین فاضلاب تولید شده در هند و ظرفیت تصفیه فاضلاب این کشور وجود دارد. دولت مرکزی تا حد زیادی مدیریت تصفیه فاضلاب را به دولت‌های ایالتی واگذار کرده است، که منجر به اختلاف فاحش در مدیریت فاضلاب بین چندین ایالت شده است. با این حال، تقریباً ۸۱۵ تصفیه‌خانه فاضلاب در شش سال گذشته در دست ساخت هستند یا برنامه‌ریزی شده‌اند. این امر درصد فاضلاب شهری تصفیه‌شده را از ۳۷ درصد در سال ۲۰۱۵ به ۵۰ درصد در سال ۲۰۲۱ افزایش داده است. همچنین تلاش‌هایی برای تشویق استفاده مجدد یا بازیافت فاضلاب تصفیه‌شده در کشاورزی یا اهداف صنعتی به منظور کاهش فشار بر منابع آب زیرزمینی صورت گرفته است.
فناوری‌های دیگری نیز برای تصفیه فاضلاب شهری مورد بررسی قرار گرفته‌اند. تالاب‌های طبیعی جایگزین خوبی برای برای حذف ۷۶ تا ۷۸ درصد از زباله‌های آلی، ۷۷ تا ۹۷ درصد از مواد مغذی و ۹۹٫۵ تا ۹۹٫۹ درصد از میکروب‌ها از فاضلاب هستند. سیستم‌های تصفیه فاضلاب غیرمتمرکز در برخی از مناطق هند به کار گرفته شده‌اند و با توجه به هزینه بالای نصب و نگهداری، نشان داده‌اند که جایگزین اقتصادی مناسبی برای آنها هستند. کیفیت پساب خروجی از این تصفیه‌خانه‌ها در محدوده مجاز قرار داشت.

### تصفیه فاضلاب صنعتی
فاضلاب صنعتی در هند به شدت بدون نظارت است. با این حال، دولت ابتکارات متعددی را برای جلوگیری از آلودگی صنعتی منابع آب اتخاذ کرده است. تخلیه صفر مایع (ZLD) یک فرایند تصفیه آب برای حذف زباله‌های مایع از صنایعی است که فاضلاب بسیار آلوده‌ای مانند بخش کود و کارخانه‌های تقطیر تولید می‌کنند. ZLD توسط دولت تشویق شده و از آن زمان در برخی از کارخانه‌های صنعتی بزرگ مانند یونیلیور و پروکتر اند گمبل اجرا شده است، اما هزینه‌های نصب و عدم موفقیت در پردازش مقادیر زیاد جامدات محلول در فاضلاب، مانع بزرگی برای کارخانه‌های صنعتی برای پذیرش این فناوری است.

## رودخانه‌های خاص

### گنگ

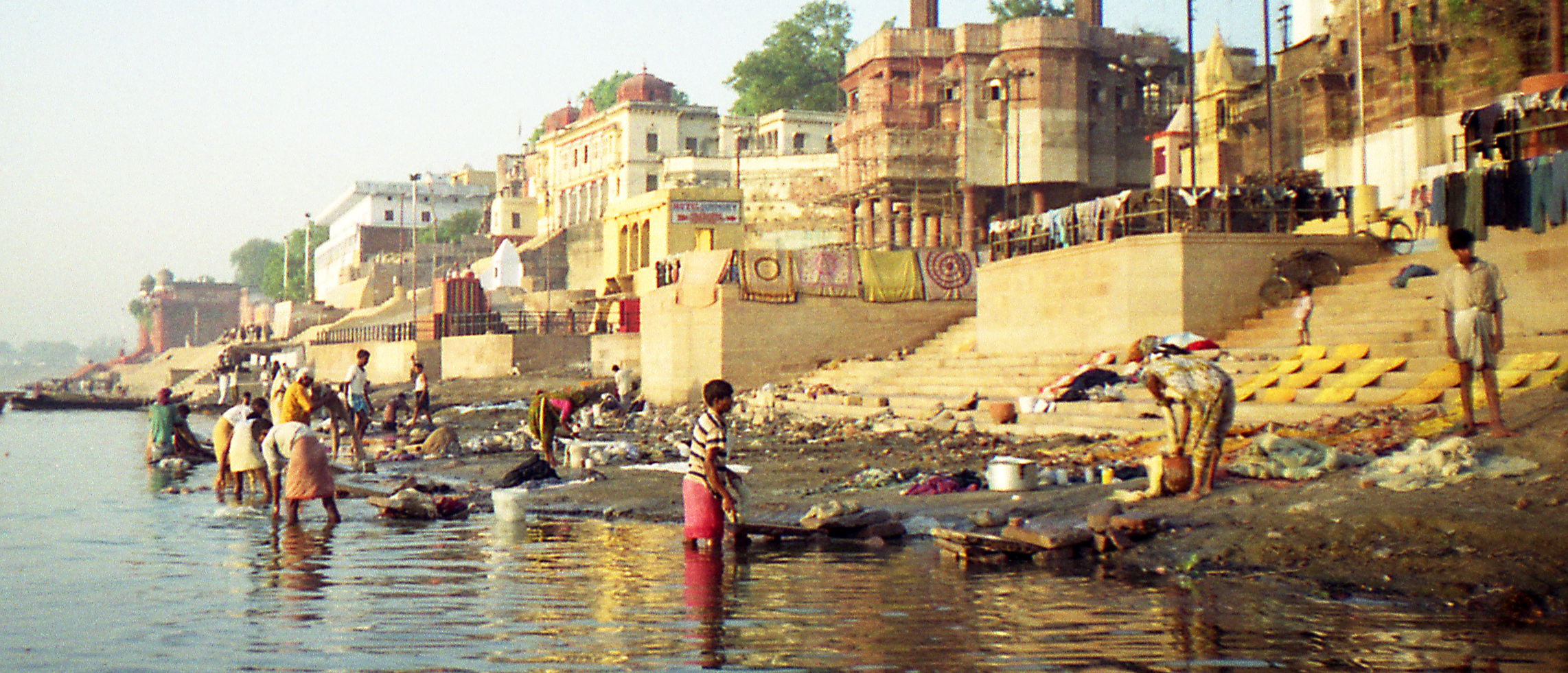
گات‌های رودخانه گنگ آلوده شده‌اند.

بیش از ۵۰۰ میلیون‌ها نفر در امتداد رودخانه گنگ زندگی می‌کنند. تخمین زده می‌شود که روزانه حدود ۲٬۰۰۰٬۰۰۰ نفر طبق آیین هندوها در این رودخانه که مقدس شمرده می‌شود، غسل می‌کنند. آلودگی رودخانه گنگ یک خطر عمده برای سلامتی است.
انجمن ملی حفاظت از محیط زیست هند (NRGBA) در تاریخ ۲۰ فوریه ۲۰۰۹ تحت بند ۳(۳) قانون حفاظت از محیط زیست مصوب ۱۹۸۶ توسط دولت مرکزی هند تأسیس شد. همچنین گنگ را به عنوان «رودخانه ملی» هند اعلام کرد. ریاست این شورا شامل نخست‌وزیر هند و سروزیران ایالت‌هایی است که رود گنگ از میان آنها می‌گذرد.

### یامونا

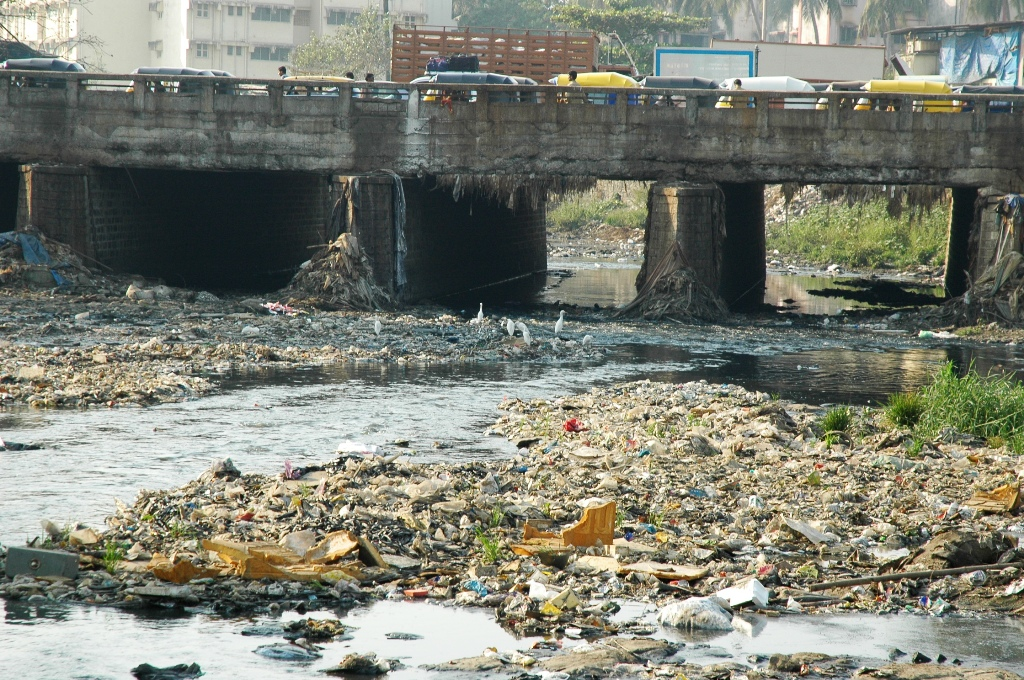
رودخانه اوشیوارا به شدت با زباله‌های جامد و مایع تولید شده توسط بمبئی آلوده شده است.

طبق تخمینی که در سال ۲۰۱۲ انجام شد، رودخانه مقدس یامونا در دهلی حاوی ۷۵۰۰ باکتری کلی‌فرم در هر ۱۰۰ سی‌سی آب بود. تعدادی از سازمان‌های مردم‌نهاد، گروه‌های فشار، باشگاه‌های زیست‌محیطی و همچنین جنبش‌های شهروندی در انجام وظیفه خود برای پاکسازی رودخانه فعال بوده‌اند.
اگرچه هند در سال ۲۰۰۲ سیاست ملی آب خود را برای تشویق مشارکت جامعه و تمرکززدایی از مدیریت آب اصلاح کرد، اما بوروکراسی پیچیده این کشور تضمین می‌کند که این سیاست در حد «بیانیه صرف نیت» باقی بماند. مسئولیت مدیریت مسائل آب بدون هیچ هماهنگی بین دوازده وزارتخانه و اداره مختلف تقسیم شده است. بوروکراسی دولتی و اداره پروژه‌های دولتی، علیرغم صرف سال‌ها وقت و ۱۴۰ میلیون دلار برای این پروژه، نتوانسته‌اند مشکل را حل کنند.

### دیگر
- بودا نولا، یک نهر آب فصلی که از منطقه مالوا عبور می‌کند
- رودخانه جوجاری، رودخانه‌ای در راجستان است که به دلیل دفع فاضلاب صنعتی تصفیه نشده در آن آلوده شده است.
- رودخانه میتی که از میان شهر بمبئی می‌گذرد، به شدت آلوده است.[۲۴]
- آلودگی رودخانه میتی
- آلودگی رودخانه مولا
- رودخانه موسی
- آلودگی رودخانه گومتی